# Finca La Palma
Finca La Palma es un barrio perteneciente al distrito Teatinos-Universidad de la ciudad andaluza de Málaga, España. Según la delimitación oficial del ayuntamiento, limita al norte y al oeste con el barrio de El Romeral; al este, con el barrio de La Colonia Santa Inés y al sur, con el Campus Universitario de Teatinos, en concreto con los terrenos de la Facultad de Derecho.

## Transporte
En autobús queda conectado mediante las siguientes líneas de la EMT: 
| Línea | Trayecto                             | Recorrido | Frecuencia |
| ----- | ------------------------------------ | --------- | ---------- |
| 8     | Alameda Principal - Hospital Clínico | Recorrido | 13 minutos |